# Miguel Ángel García-Lomas
Miguel Ángel García-Lomas Mata (Madrid, 24 de abril de 1912-ibidem, 24 de septiembre de 1976) fue un político y arquitecto español.

## Biografía
Como arquitecto participó en el proyecto de construcción de los Nuevos Ministerios en el paseo de la Castellana de Madrid. Desempeñó el cargo de director general de Arquitectura (1960).
Designado alcalde de Madrid el 13 de julio de 1973, sucedió a Carlos Arias Navarro. Durante su mandato se peatonalizaron algunas calles cercanas a la Puerta del Sol, y se concluyeron las obras de la M-30. Su labor no estuvo exenta de polémica, como fue la demolición del mercado de Olavide. Dejó el cargo en los primeros meses de 1976, falleciendo pocos meses después. En 1967 fue nombrado hijo adoptivo de Cáceres.
Jefe de la Obra Sindical del Hogar y director del Instituto Nacional de la Vivienda, también desempeñó el cargo de procurador en las Cortes franquistas.